# Le Monde selon Monsanto
Pour plus de détails, voir Fiche technique et Distribution.
Le Monde selon Monsanto (sous-titré De la dioxine aux OGM, une multinationale qui vous veut du bien) est un film documentaire réalisé par Marie-Monique Robin au sujet de la multinationale américaine Monsanto et des produits fabriqués et commercialisés par cette compagnie au cours de son histoire, des PCB aux OGM en passant par l'agent orange, l'hormone de croissance bovine, ou l'herbicide Roundup.
Ce documentaire est une coproduction germano-canado-française : Arte France, Image et Compagnie, Productions Thalie, Office national du film du Canada, WDR. Il dure 108 minutes et a été diffusé pour la première fois sur Arte le 11 mars 2008 en première partie de soirée, dans le cadre d'une soirée thématique avec la présence de José Bové, du chercheur Christian Vélot et de la députée européenne allemande Renate Sommer.
Le film est assorti d'un livre d'enquête (préfacé par Nicolas Hulot) et a été distribué en DVD, tous deux sortis durant le mois de sa diffusion.

## Synopsis
Le film documentaire montre le déroulement d'une enquête qui met en cause la multinationale Monsanto. Ainsi, on voit régulièrement Marie-Monique Robin chercher des pistes sur Internet, essentiellement à l'aide de Google et de Wikipédia, puis enquêter plus profondément, notamment à l'aide d'interviews, sur le terrain ou par téléphone.

### Histoires judiciaires de Monsanto
La première partie aborde les condamnations judiciaires de Monsanto. Elle expose d'abord le problème de la pollution au PCB (commercialisé en France sous le nom de Pyralène) par une usine de Monsanto (en fait sa filiale Solutia Inc) à Anniston en Alabama (États-Unis), pollution qui a causé et cause encore aujourd'hui de nombreuses victimes parmi la population de la ville, majoritairement noire, dont le taux de cancer est anormalement élevé. Il est reproché à Monsanto d'avoir contaminé l'eau (PCB déversé dans des canalisations d’évacuation des eaux terminant dans le canal de Snow Creek), la terre (déchets contaminés déposés dans une décharge à ciel ouvert située sur le site de production, proche de quartiers résidentiels) et l'air d'Anniston, et d'avoir caché la nocivité des rejets de PCB à la population pour ne pas perdre d'argent, alors qu'elle était au courant de cette nocivité, comme le prouvent des notes internes de l'entreprise. Dès 1937 une étude d'Harvard, dont les résultats avaient été communiqués à Monsanto, avait montré que l'exposition aux PCB pouvait causer la chloracné et des lésions au foie. En 1966, l'étude du Suédois Soren Jensen montre que le PCB est responsable de problèmes environnementaux majeurs à cause de sa capacité à s'accumuler tout au long de la chaîne alimentaire. Le reportage s'appuie sur les archives internes de la firme, déclassifiées à l'occasion d'un procès intenté par 3500 habitants d'Anniston en recours collectif contre Monsanto. À l'issue de ce procès, Monsanto et sa filiale Solutia ont finalement été condamnées à payer 700 millions de dollars pour indemniser les victimes, décontaminer le site et construire un hôpital spécialisé. Mais aucun des dirigeants de Monsanto n’a été poursuivi. Monsanto a cessé sa production de PCB aux États Unis en 1977, à la suite de l'interdiction de cette substance dans ce pays effective en 1978 avec le Toxic Substances Control Act paru en 1976, et la production de PCB de l'usine d'Anniston a été stoppée en 1971.

### Produits Monsanto
L'enquête examine les autres produits créés et exploités par Monsanto et leurs conséquences sur l'environnement et la santé : les dioxines comme l'agent orange de la guerre du Vietnam (et ses effets sur les populations encore aujourd'hui : cancers, malformations congénitales...), les PCB (et leurs différentes pollutions), les hormones de croissance bovines (qui sont interdits en Europe et au Canada).
Le film continue en étudiant la question de la toxicité de l'herbicide Roundup produit par Monsanto. Il avait été présenté par l'entreprise comme respectueux de l'environnement. En janvier 2007, la société Monsanto a été condamnée par le tribunal de Lyon pour publicité mensongère relativement au produit Roundup, qualifié de biodégradable. Quelques années auparavant, la firme avait déjà fait l'objet d'une condamnation aux États-Unis pour le même motif. Parmi les scientifiques cités dans le reportage, on trouve une équipe du CNRS et de l'UPMC dont les recherches ont démontré que le Roundup avait un effet néfaste sur la régulation du cycle cellulaire in vitro (dysfonctionnement caractéristique des cancers) et selon le biologiste derrière l'étude : Robert Bellé « il suffit d'une gouttelette pour affecter le processus de la division cellulaire. Concrètement cela veut dire que pour utiliser l'herbicide sans risque il faut non seulement porter une combinaison et un masque mais aussi s'assurer qu'il n'y a personne à 500 m à la ronde »,.
Enfin, sont examinés par l'enquête de la journaliste les OGM de Monsanto, notamment le soja et le maïs transgéniques conçus par Monsanto pour résister au Roundup, OGM appelés "Roundup Ready". Le film donne la parole à des scientifiques de différentes universités dans le monde qui racontent les pressions qu'ils ont subies à la suite d'études mettant en cause les OGM de Monsanto, notamment du point de vue de leurs effets sur la santé publique. Ces scientifiques affirment avoir été fortement incités par leur tutelle à ne pas communiquer, pour ne pas compromettre le développement des OGM. Dans ce reportage, Dan Glickman secrétaire à l'agriculture de Bill Clinton déclare au sujet des tests sur les OGM et de leur légalisation aux États Unis : « Franchement je pense qu'on aurait dû faire plus de tests mais les entreprises agro-industrielles ne voulaient pas parce qu'elles avaient fait d'énormes investissements pour développer ces produits. Et en tant que responsable du service de réglementation du ministère de l'agriculture, j'ai subi beaucoup de pressions pour, disons, ne pas être trop exigeant ».

## Réception du film et du livre
Le film et le livre, qui sont traduits dans plus de 15 langues et ont été diffusés dans une vingtaine de pays, connaissent un important succès public et sont salués par la presse nationale et internationale. En France, ce succès (1,6 million de téléspectateurs sur Arte, plus de 100 000 livres vendus) est dû aussi à l’implication des nombreuses associations locales qui ont organisé depuis la sortie du film projections et rencontres autour de la question des OGM et de Monsanto. Sur internet, les forums et les blogs ont également largement débattu des OGM à la suite de la projection du film et de la publication du livre. Marie-Monique Robin affirme par ailleurs que certaines attaques sur les forums d'internet la concernant sont « tellement systématiques qu'elles semblent orchestrées ».
Le Monde selon Monsanto paraît aussi avoir une influence sur la scène politique. Ainsi le magazine hebdomadaire L'Express affirme qu’« au début d'avril, en plein débat sur les OGM, le sénateur UMP Jean-François Le Grand, le "Monsieur OGM" du Grenelle de l'environnement, a écrit au président de son groupe, Henri de Raincourt, pour dénoncer les pratiques de lobbys qui "actionnent" les parlementaires et pour clamer son refus de "céder à la fatalité d'un monde selon Monsanto". « J'ai vu le film et j'ai été vraiment impressionné », témoigne-t-il, notant que certains de ses collègues ont, eux aussi, été "ébranlés". "Mais je ne peux pas donner de noms" ». Plus récemment, en Allemagne, Robin a reçu de la main de Renate Künast, l'ancienne ministre de l'environnement du gouvernement Schröder, le « Umwelt-Medienpreis » (prix environnemental des médias allemands). Dans le communiqué, le jury du prix affirme que « le film a permis aux citoyens et citoyennes d'adresser des questions critiques à leurs députés et a nettement contribué à l'interdiction du maïs transgénique en Allemagne ».
Le reportage est devenu un outil de communication privilégié des mouvements anti-OGM. Ainsi, le 25 mars 2008, un DVD a été envoyé à chaque député français par l'organisation Greenpeace afin d'influer sur le débat sur la loi OGM à l'Assemblée nationale française,.
Marcel Kuntz, directeur de recherche au CNRS, a dénoncé dans un article publié sur le site de l'Association française pour l'information scientifique (AFIS) un reportage « truffé d'allégations pseudo-scientifiques ». La journaliste a répondu à ses critiques sur le blog que lui a ouvert Arte en affirmant que certains scientifiques défendaient des intérêts plutôt que la recherche de la vérité scientifique. Elle a reçu dans cette affaire le soutien d'un groupe inter-associatif. Le magazine La Recherche a critiqué le documentaire pour ne pas avoir examiné en profondeur l'aspect scientifique et technique lié aux biotechnologies dans le livre, mais a salué le côté captivant du documentaire construit comme un thriller.
Il est parfois reproché au film de ne pas aborder des positions des scientifiques favorables aux OGM. La réalisatrice répond que « ce n'est pas un film sur les OGM, c'est un film sur les OGM de Monsanto », en rappelant que « 90 % des OGM cultivés dans le monde sont des OGM de Monsanto et que les dirigeants de Monsanto ont refusé toutes ses demandes d'interviews »,. Par ailleurs, le livre et le film accordent un long entretien à J. Maryanski et M. Taylor : très favorables aux OGM, ils ont été des artisans essentiels de leur légalisation aux États-Unis notamment par leur action au sein de la Food and Drug Administration (l'administration américaine gérant les denrées alimentaires et les médicaments).

### Position de Monsanto
Lors de la réalisation du reportage, la société Monsanto n'a pas souhaité répondre aux demandes d'entrevue formulées par Marie-Monique Robin. À la suite de la diffusion du reportage, il n'y a pas eu de réponse officielle publiée. Cependant Monsanto France a, dans sa lettre d'informations n° 22 de mars 2008, indiqué que « le film et le livre dont il s'agit aujourd'hui ont été réalisés par des personnes opposées aux biotechnologies végétales et dont l'objectif est de discréditer ces technologies ainsi que les acteurs engagés dans leur développement ».

## Distinctions

### Récompenses
- Festival international du cinéma francophone en Acadie 2008 : le Prix La Vague dans la catégorie du Meilleur moyen ou long métrage documentaire
- Prix Rachel Carson (Norvège)
- Trophée des sciences du danger (Cannes)
- Umwelt-Medienpreis (prix environnemental des médias allemands, Berlin 2009)
- Prix à l'Ekofilm Festival de Cesky Kumlov (République Tchèque, 2009)

## Déclinaisons

### Ouvrage
- Marie-Monique Robin (préf. Nicolas Hulot), Le Monde selon Monsanto : De la dioxine aux OGM, une multinationale qui vous veut du bien, Issy-les-Moulineaux / Paris, Arte éd. / éd. La Découverte, coll. « Cahiers libres », mars 2008, 370 p. (ISBN 978-2-7071-4918-3)
rééd. 2008, éd. de Noyelles  (ISBN 978-2-298-01328-3)
rééd. 2009, Arte éd. / éd. La Découverte, coll. « Poche / Essais » (no 300), avec une postface inédite de l'auteur, 385 p.  (ISBN 978-2-7071-5703-4)

### DVD
- Le Monde selon Monsanto : De la dioxine aux OGM, une multinationale qui vous veut du bien, ARTE France Développement, mars 2008  (EAN 3453277601642)